# Monumento a Ruggero Settimo
Il monumento a Ruggero Settimo è una scultura realizzata da Benedetto De Lisi e situata a Palermo, di fronte al Teatro Politeama. Il monumento, il cui progetto fu elaborato da Giuseppe Damiani Almeyda, raffigura la guida politica della Rivoluzione siciliana del 1848, il Presidente Ruggero Settimo, a cui la piazza è intitolata.
Di fronte al monumento a Ruggero Settimo, nell'adiacente Piazza Castelnuovo, si erge il monumento a Carlo Cottone, di cui Settimo fu esecutore testamentario ed erede politico.

## Storia
Eletto dal Parlamento siciliano come Presidente del governo del ricostituito Regno di Sicilia durante la Rivoluzione del 1848, Ruggero Settimo fu considerato già in vita quale "Padre della Patria Siciliana". Dopo la riconquista dell'isola da parte dei Borbone delle Due Sicilie, si rifugiò a Malta, dove venne accolto con gli onori spettanti ad un capo di Stato. Eletto primo Presidente del Senato del Regno d'Italia nel 1861, Settimo decise però di rimanere a Malta, dove morì il 2 maggio 1863.
Due anni dopo la sua morte, il 12 gennaio 1865, nell'anniversario dello scoppio della Rivoluzione del 1848, fu inaugurato il monumento a lui dedicato, progettato dall'architetto Giuseppe Damiani Almeyda - autore anche del progetto dell'adiacente Teatro Politeama - e scolpito da Benedetto De Lisi. All'inaugurazione del monumento parteciparono l'equipaggio della pirofregata Tancredi e gli allievi dell'Istituto Agrario di Villa Castelnuovo, che era stato inaugurato nel 1847 dallo stesso Ruggero Settimo in adempimento delle volontà testamentarie di Carlo Cottone.

## Galleria d'immagini

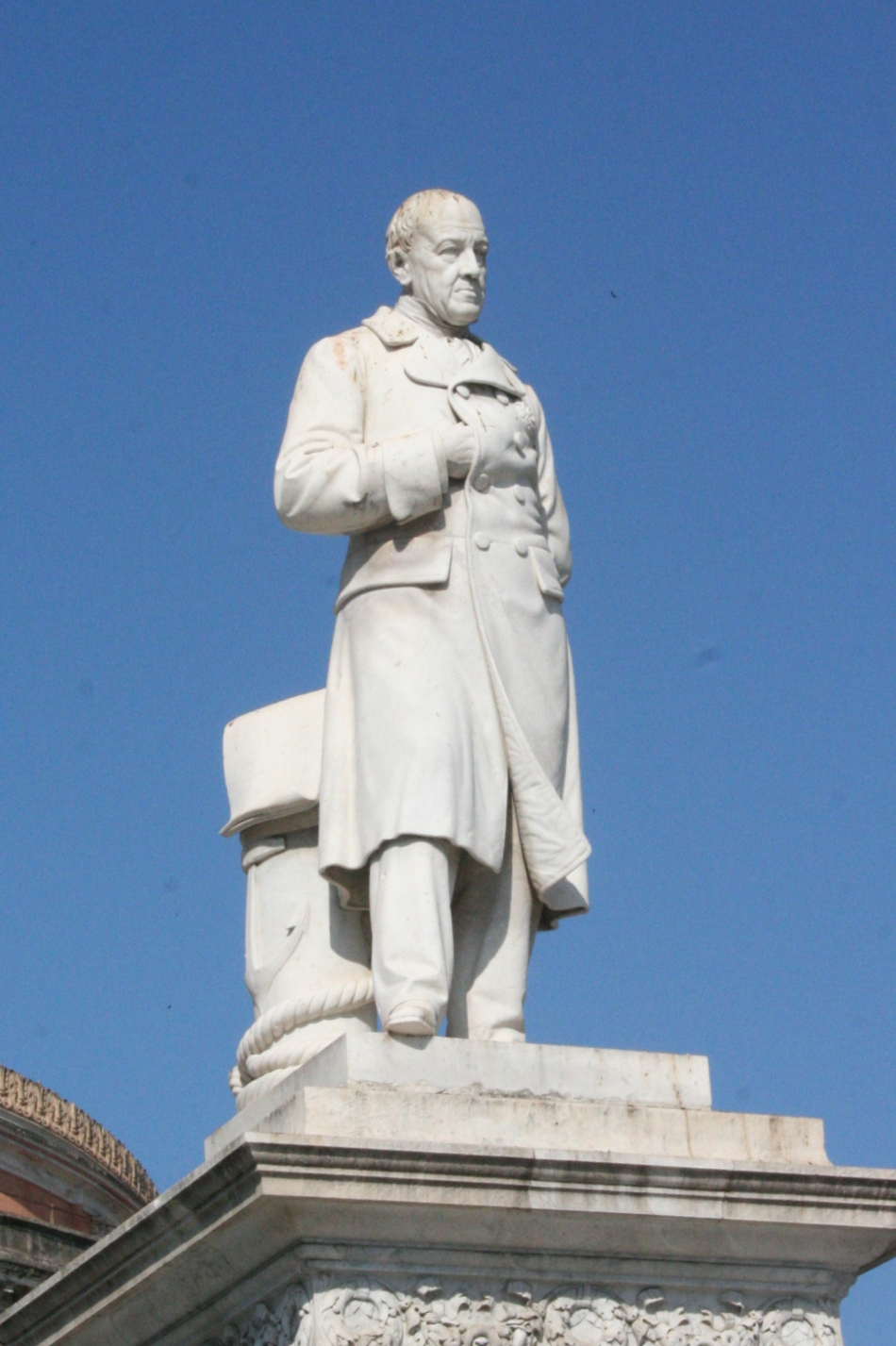
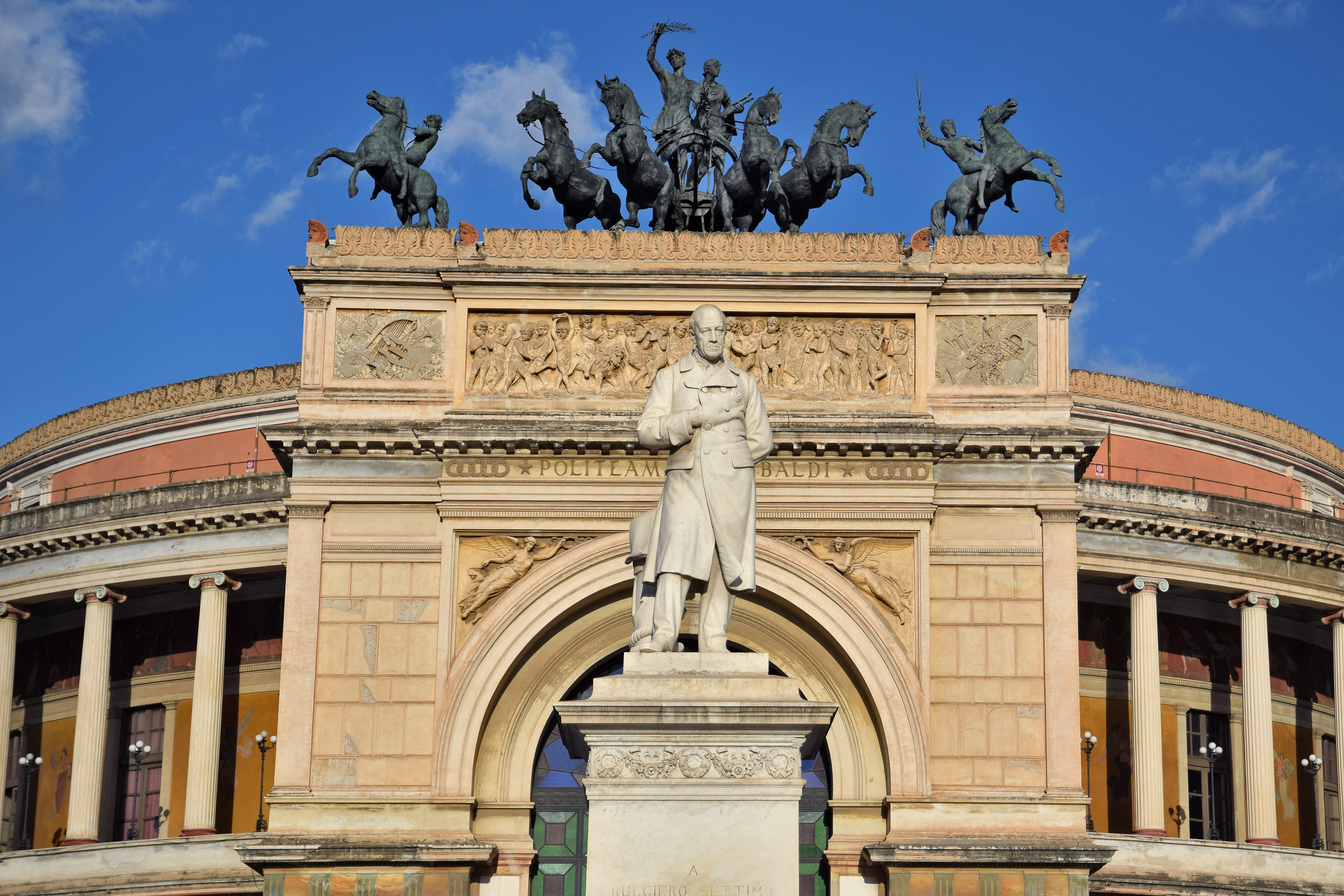
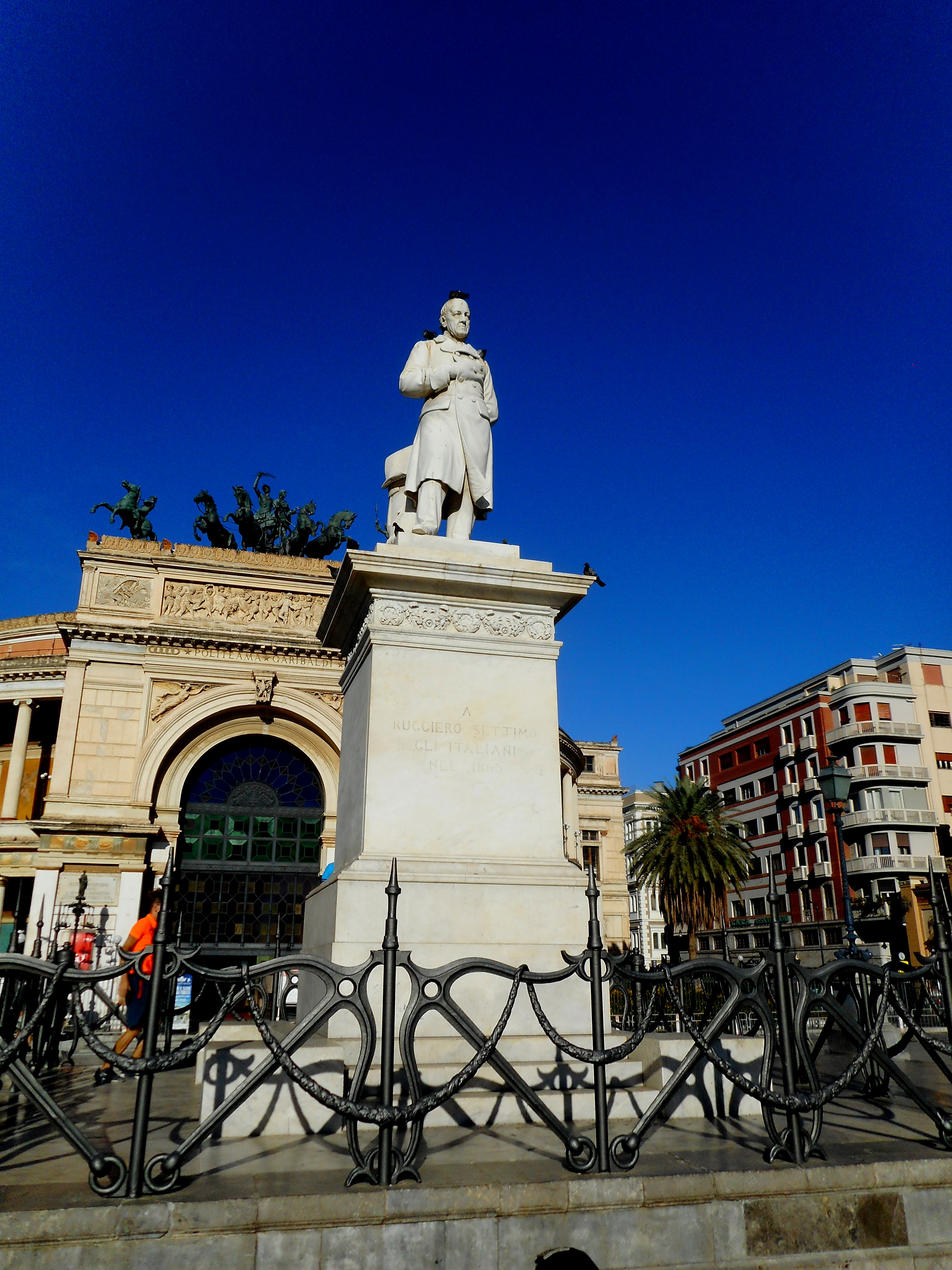